# Dominique McElligott
Dominique McElligott (Dublín; 5 de marzo de 1986) es una actriz irlandesa de cine y televisión.

## Carrera
Dominique comenzó a ser conocida cuando debutó ante las cámaras, protagonizando junto a Sean McGinley, la serie británica "On Home Ground", entre los años 2001 y 2002. Su siguiente trabajo fue en la miniserie "Whiskey Echo", que coprotagonizó con Joanne Kelly y, tras aparecer en un episodio de la serie original de la BBC, "Being Human", fue seleccionada para el rol de Rebecca Marsh en la serie irlandesa "Raw".
Su primer largometraje data de 2008, cuando participó del film de terror "Dark Floors"; ese mismo año pudo ser vista en el film romántico irlandés "Satellites & Meteorites" y, un año más tarde, en el drama de ciencia ficción "Moon", cuyo elenco encabezó junto a Sam Rockwell y Kevin Spacey.
Ya en 2010 trabajó junto a Amy Adams, Matthew Goode y Adam Scott en la comedia romántica independiente "Tenías que ser tú (Leap Year)" y continuó su carrera en The Guard (2011) junto a Brendan Gleeson, Don Cheadle y Mark Strong; y en "Blackthorn, sin destino" (2011), un western dirigido por Mateo Gil y cuyo elenco encabezaron Sam Shepard, Eduardo Noriega y Stephen Rea.
En 2012 trabajó en otro western: se trata de la serie "Hell on Wheels", ambientada en las postrimerías de la Guerra Civil en los Estados Unidos; y en la que interpreta el rol de Lily Bell, una viuda cuyo esposo murió recientemente en la construcción del primer ferrocarril transcontinental de los Estados Unidos.
Desde 2019 interpreta el papel de Queen Maeve en la serie de televisión The Boys, basada en el cómic homónimo.

## Filmografía

### Cine
| Año  | Título                  | Papel           | Notas |
| ---- | ----------------------- | --------------- | ----- |
| 2008 | Dark Floors             | Emily           |       |
| 2008 | Satellites & Meteorites | Dr Johnson      |       |
| 2009 | Moon                    | Tess Bell       |       |
| 2010 | Leap Year               | Bride           |       |
| 2011 | The Guard               | Aoife O'Carroll |       |
| 2011 | Blackthorn              | Etta Place      |       |
| 2012 | Not Fade Away           | Joy Dietz       |       |

### Televisión
| Año           | Título                        | Papel                           | Notas                                                  |
| ------------- | ----------------------------- | ------------------------------- | ------------------------------------------------------ |
| 2001–2002     | On Home Ground                | Cora Collins                    | 10 episodios                                           |
| 2005          | Whiskey Echo                  | Rachel                          | Telefilme                                              |
| 2008          | Being Human                   | Lauren                          | Episodio: "Piloto"                                     |
| 2008          | Raw                           | Rebecca Marsh                   | 6 episodios                                            |
| 2009          | The Philanthropist            | Bella Olazabal                  | Su personaje fue apartado antes de su primera emisión. |
| 2011–2012     | Hell on Wheels                | Lily Bell                       | Principal; 20 episodios                                |
| 2015          | The Astronaut Wives Club      | Louise Shepard                  | Principal; 10 episodios                                |
| 2016–2017     | House of Cards                | Hannah Conway                   | Recurrente y principal; 15 episodios                   |
| 2016–2017     | The Last Tycoon               | Kathleen Moore                  | Principal; 9 episodios                                 |
| 2019–presente | The Boys                      | Maggie Shaw / Queen Maeve       | Principal; 20 episodios                                |
| 2022          | The Boys Presents: Diabolical | Maggie Shaw / Queen Maeve (voz) | Episodio: "I'm Your Pusher"                            |